# Güzel Şoför
Güzel Şoför es una película turca de 1970 dirigida por Mahmoud Koushan y protagonizada por Filiz Akın, Amir Fakhraddin, Zeki Alpan, Homayoon y Diclehan Baban.

## Sinopsis
Luego de la muerte de su familia, la hermosa Fatma viaja desde Teherán hasta Estambul con el objetivo de perseguir a uno de sus tíos, que se ha robado la fortuna de la familia y se rehúsa a devolverla. Mientras tanto, el primo de Fatma quiere casarse con ella, pero la familia no ve con buenos ojos esta unión y deciden enviar a Ali a Teherán. Fatma se da cuenta de que está embarazada y da a luz a un hijo.
Tras el regreso de Ali, su familia inventa falsas historias sobre Fatma para desanimarlo. Con el paso del tiempo, el hijo de Fatma se convierte en conductor y un día halla una bolsa llena de dinero dentro de su auto. En un acto de bondad, devuelve el dinero a un anciano llamado Kamil, quien les ofrece a él y a Fatma su hogar. Cuando Kamil fallece, ambos heredan su gran fortuna. De esta forma, Fatma puede comprar su antigua casa y recuperar la dignidad perdida.

## Reparto
- Filiz Akın es Fatma
- Amir Fakhraddin es Ali
- Homayoun Tabrizyan es
- Hulusi Kentmen es Kamil
- Atif Kaptan es Fahri
- Necdet Tosun es Necdet
- Soraya Beheshti es Hija de Necdet
- Mürüvvet Sim es Hatice
- Zeki Alpan es Avukat